# Valle Anzasca
Valle Anzasca – dolina we Włoszech, w Alpach Pennińskich, w regionie Piemont. Jest boczną odnogą dużej doliny Val d'Ossola i odchodzi od niej w miejscowości Piedimulera. Stąd dolina Valle Anzasca prowadzi na zachód i dochodzi do masywu Monte Rosa za którym znajduje się szwajcarska dolina Mattertal.
Od południa dolinę ogranicza boczny grzbiet masywu Monte Rosa (odchodzący od szczytu Signalkuppe – 4554 m) m.in. ze szczytami Punta Grober (3497 m), Punta Rizzetti (3196 m), Pizzio Bianco (3215 m) i Corno di Faller (3128 m). Grzbiet ten oddziela dolinę Valle Anzasca od dolin Valsesia, Val Sermenza i Val Mastallone.

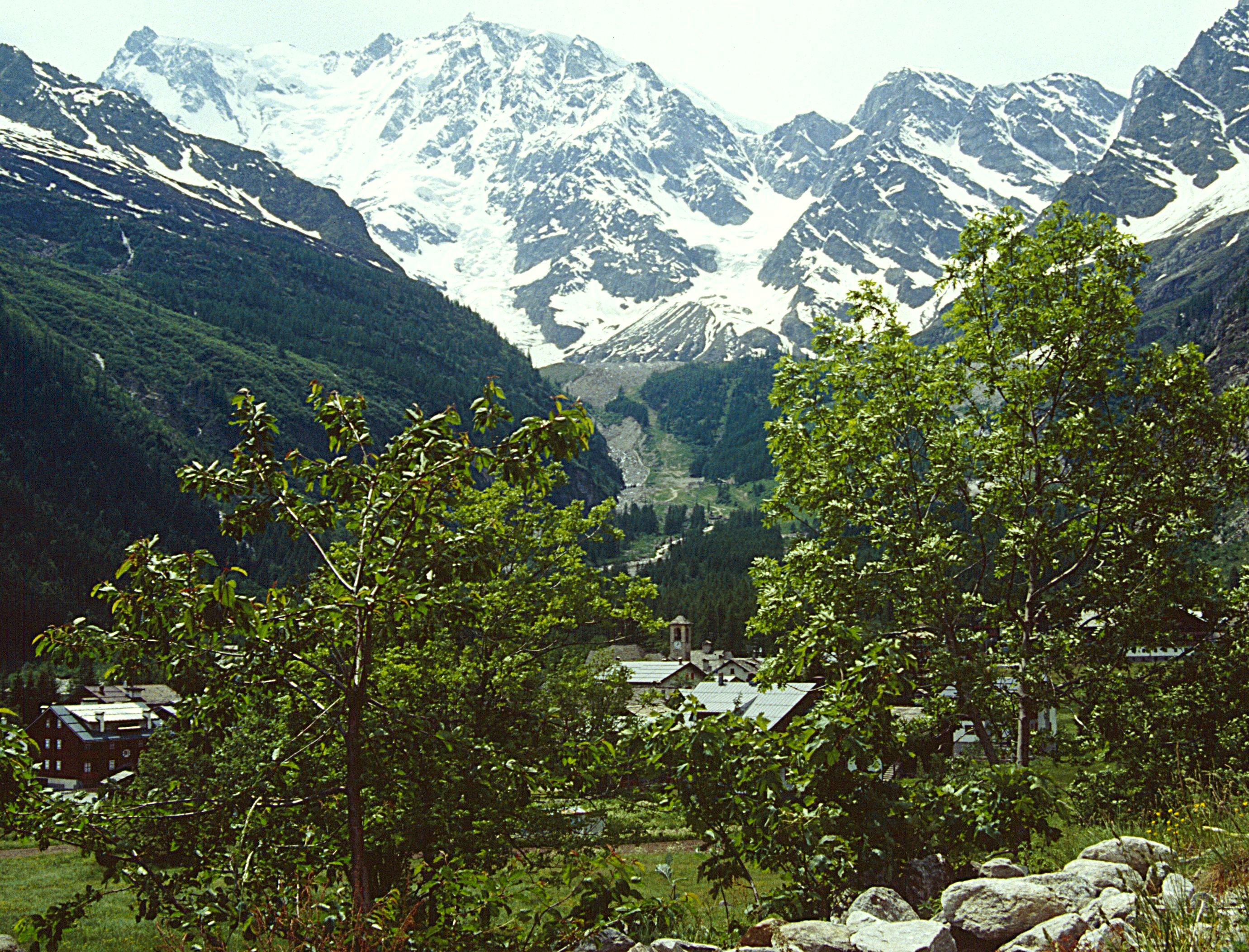
Widok z Macugnaga na masyw Monte Rosa

Od północy w górnej części dolinę ogranicza główna grań Alp Pennińskich (masywy Monte Rosa i Andolla), za którymi znajduje się szwajcarska dolina Saastal. Natomiast w dolnej części na północ od doliny znajduje się boczny grzbiet masywu Andolla (odchodzący od Ofentalhorn – 3059 m) m.in. ze szczytami Punta Laugera (2995 m), Pizzo Lame (2792 m) i Pizzo San Martino (2733 m). Oddziela on dolinę Valle Anzasca od doliny Val di Antrona.

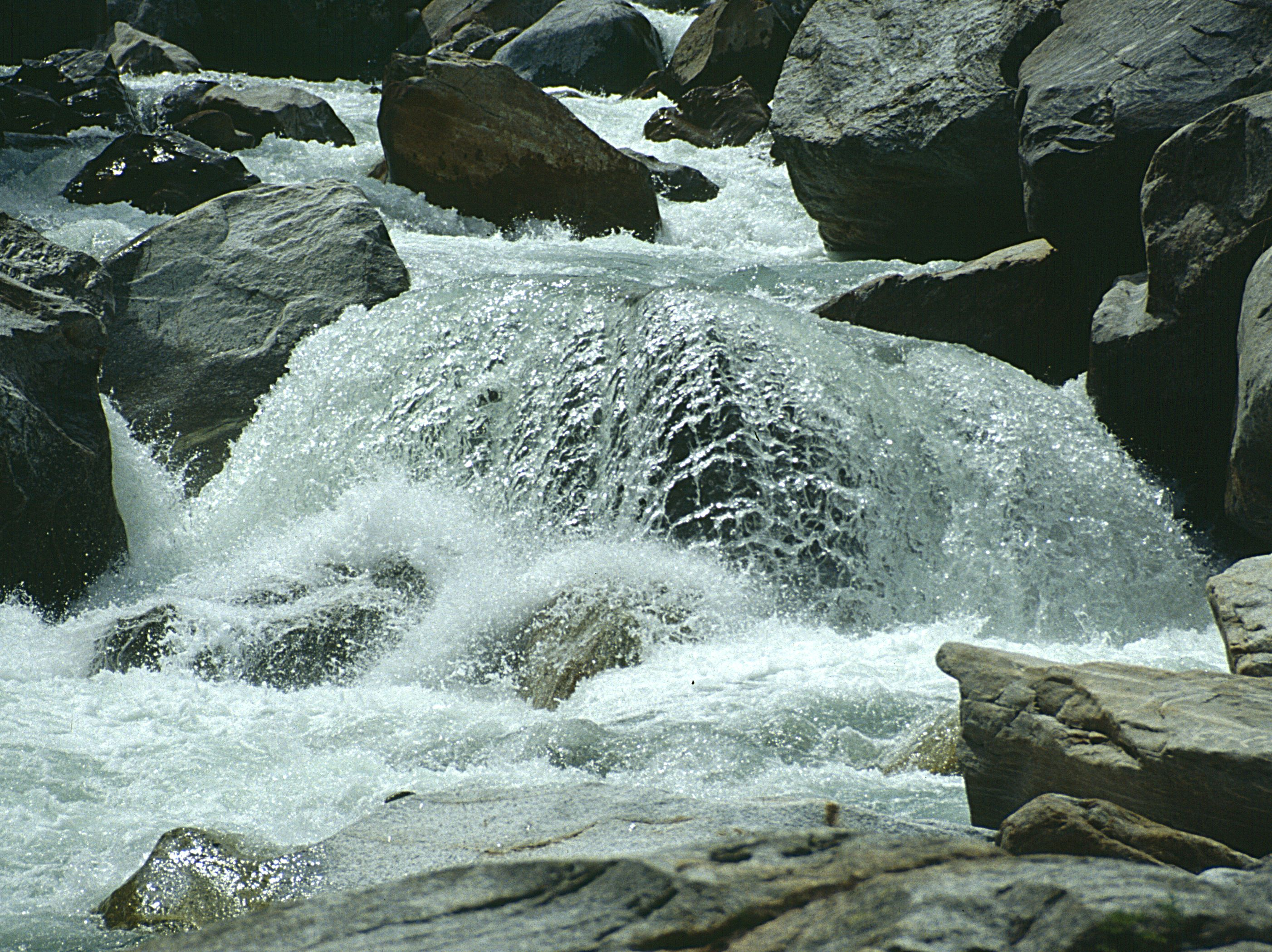
Potok Anza

Doliną płynie potok Anza wypływający z lodowca Ghiacciaio del Belvedere. Uchodzi on do rzeki Toce.
Największą miejscowością w dolinie jest Macugnaga, duży ośrodek alpinizmu i narciarstwa. Leży u podnóża wschodniej ściany masywu Monte Rosa (ściana Macugnaga) o wysokości 2400 metrów. Jest to najwyższa ściana w Alpach.
Inne większe miejscowości w dolinie to Ceppo Morelli, Vanzone con San Carlo, San Carlo, Bannio Anzino, Calasca-Castiglione, Lelmala i Cimamulera.